# Кривое (озеро, Архангельский сельский округ)
Кривое (каз. Кривое) — озеро в Жамбылском районе Северо-Казахстанской области Казахстана. Находится на территории Архангельского сельского округа в 9 км к востоку от села Рождественка и в 3 км к северу от села Боевик.
По данным топографической съёмки 1940-х годов, площадь поверхности озера составляет 1,11 км². Наибольшая длина озера — 1,5 км, наибольшая ширина — 1 км. Длина береговой линии составляет 4,6 км, развитие береговой линии — 1,22. Озеро расположено на высоте 143,1 м над уровнем моря.
Озеро входит в перечень рыбохозяйственных водоёмов местного значения.